# Place de Padoue
Pour les articles homonymes, voir Padoue.
La place de Padoue est une place de la commune de Nancy, comprise au sein du département de Meurthe-et-Moselle, en région Lorraine (Grand-Est).

## Situation et accès
La place de Padoue se situe au sud-ouest de la localité, au sein du quartier Haussonville - Blandan - Donop, à l'intersection de l'avenue du Général-Leclerc et de la rue du Sergent-Blandan.
La place de Padoue est desservie par la ligne 1 du tramway du réseau STAN, via la station « Blandan ». La ligne de bus 7 possède également un arrêt à proximité de la place.

## Origine du nom
La voie est nommée d'après la ville italienne éponyme, cité jumelée avec Nancy.

## Historique
Une statue du Sergent Blandan, réalisée par le sculpteur Charles Gauthier en 1887, orne la place. Elle fut tout d'abord édifiée dans la ville algérienne de Boufarik. En raison de la présence dans la cité ducale du 26e régiment d'infanterie dont était issu le Sergent Blandan, la statue fut démontée en 1963 et installée à Nancy, au sein de la caserne Thiry. Le 7 avril 1990, la statue arriva place de Padoue. Initialement placée au milieu de la chaussée, la statue a été déplacée d'une vingtaine de mètres dans le cadre des travaux d'Artem.